# Ton fils
Pour plus de détails, voir Fiche technique et Distribution.
Ton fils (Tu hijo) est un film espagnol réalisé par Miguel Ángel Vivas, sorti en 2018.
L'histoire est celle de Jaime dont le fils est amené à l'hôpital après avoir été lynché à la sortie d'une boîte de nuit. Jaime essaie de retrouver les coupables.

## Synopsis
Le chirurgien Jaime Jiménez mène une vie tranquille entre l'hôpital où il travaille et sa maison où il vit avec sa femme Carmen et leurs deux enfants adolescents, Sara et Marcos. Il se retrouve obligé de s'occuper d'un enfant dont le père, Juan, par gratitude, se déclare prêt à tout pour lui. Jaime comprend que Juan est violent envers son fils et sa femme Maria José, c'est pourquoi l'enfant ne veut pas rentrer chez lui. Au moment où il s'occupe de l'enfant, son fils Marcos, mourant, arrive à l'hôpital, laissé dans cet état après une bagarre devant une boîte de nuit. Le propriétaire de la discothèque, Manuel Barrero, se présente à Jaime avec un bouquet de fleurs, se déclarant désolé pour ce qui s'est passé et lui proposant de payer les frais médicaux, lui demandant également de déclarer à la presse que la discothèque n'a aucune responsabilité dans ce qui s'est passé. 
Jaime ne voit aucun intérêt de la part de la police à résoudre l'affaire et décide donc de se faire justice lui-même, se transformant peu à peu d'un père de famille et d'un excellent chirurgien en un homme aveuglé par la colère qui veut à tout prix venger son fils. Il interroge les amis de son fils et tous ceux qui pourraient savoir quelque chose, essayant de comprendre ce qui s'est passé cette nuit-là. Il discute avec Pedro, le meilleur ami de Marcos, et parvient à identifier un garçon qui aurait dû filmer tout le combat. Jaime trouve le jeune homme, le poursuit et, ignorant la loi, l'attaque, lui prenant son téléphone portable avec la vidéo du passage à tabac brutal. Il est dénoncé et la police ne pourra pas voir la vidéo car elle est contenue dans un téléphone portable illégalement volé. Jaime décide alors de parler à Andrea, l'ex-petite amie de Marcos, qui est désormais avec Raúl Barrero, fils de Manuel ,le propriétaire de la discothèque. Elle cache clairement quelque chose à propos du combat, mais décide de se taire. À ce moment-là, Jaime reconnaît Raúl comme l'un des garçons qui ont massacré Marcos et paie Juan pour le battre à mort. Juan, cependant, disparaît et, quand Jaime part à sa recherche, Manuel monte dans sa voiture, jette le paquet avec l'argent et les instructions que Jaime avait données à Juan sur le tableau de bord, finit par casser la main droite de Jaime avec un marteau et lui ordonne de rester loin de son fils Raúl. Pendant ce temps, Carmen est très inquiète de la situation de son mari, même si elle ignore tout.
Jaime s'arme d'un scalpel, car il est incapable de manier l'arme avec sa main droite massacrée, et se rend à la discothèque où il trouve Raúl, le suit dans les toilettes et le tue en lui enfonçant le scalpel dans le cou. Puis il quitte la discothèque, se lave du sang et se débarrasse du scalpel.
Une fois rentré chez lui, l'homme retrouve sa fille Sara avec Andrea dans le salon. Sa fille insiste pour lui montrer un film. Dans la vidéo, enregistrée par Pedro peu avant le combat, Marcos et Andrea sont dans la voiture et le jeune homme, après avoir également sniffé de la cocaïne, accuse Andrea de l'avoir trompé avec Raúl avant leur rupture. Marcos viole Andrea dans la voiture pendant que Pedro filme la scène avec son téléphone portable depuis la banquette arrière. Jaime comprend désormais toute la dynamique du drame mais persiste à défendre son fils, ignorant la souffrance d'Andrea et lui confisquant son téléphone avec la vidéo du viol.
Le film se termine avec Jaime se retrouvant à l'hôpital, à côté du lit de son fils, et regardant les images du viol. Les paupières de Marcos bougent légèrement et, pour la première fois, on voit le visage horriblement massacré du jeune homme, tandis que son père efface la vidéo avec un sanglot de douleur.

## Fiche technique
- Titre : Ton fils
- Titre original : Tu hijo
- Réalisation : Miguel Ángel Vivas
- Scénario : Alberto Marini et Miguel Ángel Vivas
- Musique : Fernando Vacas
- Photographie : Pedro J. Márquez
- Montage : Luis de la Madrid
- Société de production : Apache Films, Canal Sur Televisión, La Claqueta, Crea SGR, Film Factory, Orange et Ran Entertainment
- Pays :  Espagne et  France
- Genre : Action, drame et thriller
- Durée : 103 minutes
- Dates de sortie : 
  - Espagne : 9 novembre 2018
  - France : 2 mars 2019

## Distribution
- José Coronado (VF : Hervé Jolly) : Jaime Jiménez
- Ana Wagener (VF : Catherine Davenier) : Carmen
- Asia Ortega (VF : Clotilde Verry) : Sara
- Pol Monen (VF : Adrien Larmande) : Marcos
- Ester Expósito (VF : Jennifer Fauveau) : Andrea
- Marco H. Medina (VF : Jim Redler) : Pedro
- Gonzalo Hermoso : Albino
- Sergio Castellanos : Raúl
- Luis Bermejo : Manolo
- Ramiro Alonso (VF : Gilles Morvan) : Juan
- Paqui Montoya (VF : Aurélie Fournier) : María José
- Vicente Romero (VF : Antoine Fleury) : Alberto
- José Blanco : Salva
- Marta Romero : María
- Sauce Ena (VF : Anne-Charlotte Piau) : l'inspecteur Moreno

 Source et légende : version française (VF) sur RS Doublage

## Distinctions
José Coronado a été nommé au prix Goya du meilleur acteur pour sa performance dans le film.